# Tadjena
Tadjena là một đô thị thuộc tỉnh Chlef, Algérie. Dân số thời điểm năm 2002 là 22.155 người.